# Flèche wallonne 2025
Cet article concerne l'édition masculine de la Flèche wallonne. Pour la course féminine, voir Flèche wallonne féminine 2025.
La Flèche wallonne 2025 est la 89e édition de cette course cycliste masculine sur route. Elle a lieu le mercredi 23 avril 2025 entre Ciney et Huy, en Belgique, et fait partie du calendrier UCI World Tour 2025 en catégorie 1.UWT.

## Présentation
Créée en 1936 par le journal Les Sports, la Flèche wallonne est organisée depuis 1993 par Amaury Sport Organisation (ASO), ancienne Société du Tour de France. Cette édition parcourt trois provinces wallonnes : la province de Namur, la province de Luxembourg et la province de Liège.

### Parcours
La Flèche wallonne 2025 est tracée sur un parcours total de 205,2 kilomètres avec plusieurs changements par rapport à l'édition précédente. La principale modification est la ligne de départ située pour la première fois à Ciney (province de Namur). Avant d'entamer le circuit final, les deux côtes répertoriées sont la côte de Ver franchie après 18,2 km et la côte de Petite-Somme après 85,8 km. L'autre différence par rapport à l'édition précédente vient du retour au circuit final (37,2 km) à accomplir trois fois au lieu de quatre en 2024. Il y a donc trois ascensions de la côte d'Ereffe, de la côte de Cherave et du Mur de Huy où se trouve la ligne d'arrivée.
Onze côtes sont répertoriées pour cette édition :
| Num | Nom                      | Longueur (m) | Pente moyenne | Kilomètre | Kilomètre restant |
| --- | ------------------------ | ------------ | ------------- | --------- | ----------------- |
| 1   | Côte de Ver              | 700          | 12,5 %        | 18,2      | 187               |
| 2   | Côte de Petite-Somme     | 800          | 10,8 %        | 85,8      | 119,4             |
| 3   | Côte d'Ereffe            | 2200         | 5,6 %         | 112,4     | 92,8              |
| 4   | Côte de Cherave          | 1300         | 8,1 %         | 125,1     | 80,1              |
| 5   | Mur de Huy (1er passage) | 1300         | 10,2 %        | 130,8     | 74,4              |
| 6   | Côte d'Ereffe            | 2200         | 5,6 %         | 149,6     | 55,6              |
| 7   | Côte de Cherave          | 1300         | 8,1 %         | 162,3     | 42,9              |
| 8   | Mur de Huy (2e passage)  | 1300         | 10,2 %        | 168       | 37,2              |
| 9   | Côte d'Ereffe            | 2200         | 5,6 %         | 186,8     | 18,4              |
| 10  | Côte de Cherave          | 1300         | 8,1 %         | 199,5     | 5,7               |
| 11  | Mur de Huy (3e passage)  | 1300         | 10,2 %        | 205,2     | 0                 |

### Équipes
| WorldTeams (18)- Alpecin-Deceuninck - Arkéa-B&B Hotels - Bahrain-Victorious - Cofidis - Decathlon AG2R La Mondiale Team - EF Education-EasyPost - Groupama-FDJ - Ineos Grenadiers - Intermarché-Wanty - Lidl-Trek - Movistar Team - Red Bull-BORA-hansgrohe - Soudal Quick-Step - Team Jayco AlUla - Team Picnic-PostNL - Team Visma \| Lease a Bike - UAE Team Emirates XRG - XDS Astana Team ProTeams (7)- Lotto - Israel-Premier Tech - Uno-X Mobility - Q36.5 Pro Cycling Team - Team Flanders-Baloise - Tudor Pro Cycling Team - Wagner Bazin WB |
| |

### Favoris
Le champion du monde Tadej Pogačar, vainqueur en 2023, est le grand favori. Parmi ses principaux adversaires, on peut citer Remco Evenepoel, récent vainqueur de la Flèche brabançonne, Mattias Skjelmose, vainqueur trois jours plus tôt de l'Amstel Gold Race, le tenant du titre Stephen Williams, Marc Hirschi, sacré en 2020, Dylan Teuns, victorieux en 2022, Julian Alaphilippe, triple vainqueur (2018, 2019, 2021), Kévin Vauquelin, deuxième en 2024, Thibau Nys, Romain Grégoire, Lenny Martinez, Lennert Van Eetvelt, Pello Bilbao, Santiago Buitrago, Tom Pidcock, Ben Healy, Neilson Powless et Axel Laurance'.

## Récit de la course
Les trois derniers échappés (les Norvégiens Tobias Foss, Fredrik Dversnes et Andreas Leknessund) sont repris par le peloton des favoris au pied de la dernière montée de la côte de Cherave. Dans l'ultime ascension du Mur de Huy, Tadej Pogačar accélère à l'entrée du virage Criquielion (400 m de la ligne d'arrivée), creuse rapidement un écart sur ses adversaires et l'emporte avec une avance confortable.

## Classements

### Classement de la course
| \| Classement général \| Classement général \| Classement général \| Classement général \| Classement général \| \| Coureur \| Coureur \| Pays \| Équipe \| Temps \| \| ------------------ \| ------------------ \| ------------------ \| ---------------------- \| ------------------ \| \| 1er \| Tadej Pogačar \| Slovénie \| UAE Team Emirates XRG \| 4 h 50 min 15 s \| \| 2e \| Kévin Vauquelin \| France \| Arkéa-B&B Hotels \| + 10 s \| \| 3e \| Tom Pidcock \| Royaume-Uni \| Q36.5 Pro Cycling Team \| + 12 s \| \| 4e \| Lenny Martinez \| France \| Bahrain Victorious \| + 13 s \| \| 5e \| Ben Healy \| Irlande \| EF Education-EasyPost \| + 13 s \| \| 6e \| Santiago Buitrago \| Colombie \| Bahrain Victorious \| + 16 s \| \| 7e \| Romain Grégoire \| France \| Groupama-FDJ \| + 16 s \| \| 8e \| Thibau Nys \| Belgique \| Lidl-Trek \| + 16 s \| \| 9e \| Remco Evenepoel \| Belgique \| Soudal Quick-Step \| + 16 s \| \| 10e \| Mauro Schmid \| Suisse \| Team Jayco AlUla \| + 19 s \| |                   |             |                        |                 |
| |                   |             |                        |                 |
| |                   |             |                        |                 |
| Classement général |                   |             |                        |                 |
| Coureur | Coureur           | Pays        | Équipe                 | Temps           |
| 1er | Tadej Pogačar     | Slovénie    | UAE Team Emirates XRG  | 4 h 50 min 15 s |
| 2e | Kévin Vauquelin   | France      | Arkéa-B&B Hotels       | + 10 s          |
| 3e | Tom Pidcock       | Royaume-Uni | Q36.5 Pro Cycling Team | + 12 s          |
| 4e | Lenny Martinez    | France      | Bahrain Victorious     | + 13 s          |
| 5e | Ben Healy         | Irlande     | EF Education-EasyPost  | + 13 s          |
| 6e | Santiago Buitrago | Colombie    | Bahrain Victorious     | + 16 s          |
| 7e | Romain Grégoire   | France      | Groupama-FDJ           | + 16 s          |
| 8e | Thibau Nys        | Belgique    | Lidl-Trek              | + 16 s          |
| 9e | Remco Evenepoel   | Belgique    | Soudal Quick-Step      | + 16 s          |
| 10e | Mauro Schmid      | Suisse      | Team Jayco AlUla       | + 19 s          |

### Classements UCI
La course attribue des points au Classement mondial UCI 2025 selon le barème suivant.
| Position           | 1er | 2e  | 3e  | 4e  | 5e  | 6e  | 7e  | 8e  | 9e | 10e | 11e | 12e | 13e | 14e | 15e | 16e à 20e | 21e à 30e | 31e à 50e | 51e à 55e | 56e à 60e |
| Classement général | 400 | 320 | 260 | 220 | 180 | 140 | 120 | 100 | 80 | 68  | 56  | 48  | 40  | 32  | 28  | 24        | 16        | 8         | 4         | 2         |

## Liste des participants
| Légende | Légende                                                                    | Légende | Légende                                                    |
| ------- | -------------------------------------------------------------------------- | ------- | ---------------------------------------------------------- |
| Num     | Dossard de départ porté par le coureur sur cette Flèche wallonne           | Pos     | Position à l'arrivée de la course                          |
|         | Indique un maillot de champion national ou mondial, suivi de sa spécialité | NP      | Indique un coureur qui n'a pas pris le départ de la course |
| AB      | Indique un coureur qui n'a pas terminé la course                           | HD      | Indique un coureur qui a terminé la course hors des délais |

| Israel-Premier Tech IPT | Israel-Premier Tech IPT | Israel-Premier Tech IPT |
| ----------------------- | ----------------------- | ----------------------- |
| Num                     | Coureur                 | Pos                     |
| 1                       | Stephen Williams (GBR)  | AB                      |
| 2                       | George Bennett (NZL)    | 88e                     |
| 3                       | Joseph Blackmore (GBR)  | 14e                     |
| 4                       | Simon Clarke (AUS)      | AB                      |
| 5                       | Alexey Lutsenko (KAZ)   | AB                      |
| 6                       | Nadav Raisberg (ISR)    | AB                      |
| 7                       | Nick Schultz (AUS)      | 85e                     |

| UAE Team Emirates XRG UAD | UAE Team Emirates XRG UAD   | UAE Team Emirates XRG UAD |
| ------------------------- | --------------------------- | ------------------------- |
| Num                       | Coureur                     | Pos                       |
| 11                        | Tadej Pogačar (SLO) (route) | 1er                       |
| 12                        | Jan Christen (SUI)          | 13e                       |
| 13                        | Felix Großschartner (AUT)   | 82e                       |
| 14                        | Vegard Stake Laengen (NOR)  | AB                        |
| 15                        | Brandon McNulty (USA)       | 15e                       |
| 16                        | Domen Novak (SLO) (route)   | AB                        |
| 17                        | Pavel Sivakov (FRA)         | 81e                       |

| Tudor Pro Cycling Team TUD | Tudor Pro Cycling Team TUD  | Tudor Pro Cycling Team TUD |
| -------------------------- | --------------------------- | -------------------------- |
| Num                        | Coureur                     | Pos                        |
| 21                         | Julian Alaphilippe (FRA)    | 22e                        |
| 22                         | Marco Brenner (GER) (route) | AB                         |
| 23                         | Marc Hirschi (SUI)          | 49e                        |
| 24                         | Yannis Voisard (SUI)        | 60e                        |
| 25                         | Fabian Weiss (SUI)          | 98e                        |
| 26                         | Hannes Wilksch (GER)        | 105e                       |
| 27                         | Luc Wirtgen (LUX)           | AB                         |

| Cofidis COF | Cofidis COF                 | Cofidis COF |
| ----------- | --------------------------- | ----------- |
| Num         | Coureur                     | Pos         |
| 31          | Dylan Teuns (BEL)           | AB          |
| 32          | Alex Aranburu (ESP) (route) | 46e         |
| 33          | Valentin Ferron (FRA)       | AB          |
| 34          | Jesús Herrada (ESP)         | AB          |
| 35          | Sylvain Moniquet (BEL)      | 59e         |
| 36          | Paul Ourselin (FRA)         | AB          |
| 37          | Ludovic Robeet (BEL)        | AB          |

| Soudal Quick-Step SOQ | Soudal Quick-Step SOQ   | Soudal Quick-Step SOQ |
| --------------------- | ----------------------- | --------------------- |
| Num                   | Coureur                 | Pos                   |
| 41                    | Remco Evenepoel (BEL)   | 9e                    |
| 42                    | Pascal Eenkhoorn (NED)  | AB                    |
| 43                    | Junior Lecerf (BEL)     | 90e                   |
| 44                    | Pieter Serry (BEL)      | AB                    |
| 45                    | Ilan Van Wilder (BEL)   | AB                    |
| 46                    | Mauri Vansevenant (BEL) | 29e                   |
| 47                    | Louis Vervaeke (BEL)    | 86e                   |

| Arkéa-B&B Hotels ARK | Arkéa-B&B Hotels ARK     | Arkéa-B&B Hotels ARK |
| -------------------- | ------------------------ | -------------------- |
| Num                  | Coureur                  | Pos                  |
| 51                   | Kévin Vauquelin (FRA)    | 2e                   |
| 52                   | Anthony Delaplace (FRA)  | 70e                  |
| 53                   | Raúl García Pierna (ESP) | 31e                  |
| 54                   | Simon Guglielmi (FRA)    | AB                   |
| 55                   | Laurens Huys (BEL)       | AB                   |
| 56                   | Mathis Le Berre (FRA)    | AB                   |
| 57                   | Louis Rouland (FRA)      | 71e                  |

| Red Bull-Bora-Hansgrohe RBH | Red Bull-Bora-Hansgrohe RBH   | Red Bull-Bora-Hansgrohe RBH |
| --------------------------- | ----------------------------- | --------------------------- |
| Num                         | Coureur                       | Pos                         |
| 61                          | Maxim Van Gils (BEL)          | 43e                         |
| 62                          | Roger Adrià (ESP)             | 55e                         |
| 63                          | Finn Fisher-Black (NZL)       | NP                          |
| 64                          | Alexander Hajek (AUT) (route) | AB                          |
| 65                          | Jonas Koch (GER)              | AB                          |
| 66                          | Daniel Martínez (COL)         | 47e                         |
| 67                          | Gianni Moscon (ITA)           | 80e                         |

| Q36.5 Pro Cycling Team Q36 | Q36.5 Pro Cycling Team Q36  | Q36.5 Pro Cycling Team Q36 |
| -------------------------- | --------------------------- | -------------------------- |
| Num                        | Coureur                     | Pos                        |
| 71                         | Tom Pidcock (GBR)           | 3e                         |
| 72                         | Xabier Mikel Azparren (ESP) | AB                         |
| 73                         | Marcel Camprubí (ESP)       | 33e                        |
| 74                         | Fabio Christen (SUI)        | 93e                        |
| 75                         | Mark Donovan (GBR)          | 77e                        |
| 76                         | Milan Vader (NED)           | 52e                        |
| 77                         | Nickolas Zukowsky (CAN)     | AB                         |

| Bahrain Victorious TBV | Bahrain Victorious TBV   | Bahrain Victorious TBV |
| ---------------------- | ------------------------ | ---------------------- |
| Num                    | Coureur                  | Pos                    |
| 81                     | Lenny Martinez (FRA)     | 4e                     |
| 82                     | Pello Bilbao (ESP)       | 57e                    |
| 83                     | Santiago Buitrago (COL)  | 6e                     |
| 84                     | Roman Ermakov (RUS)      | AB                     |
| 85                     | Mathijs Paasschens (NED) | 106e                   |
| 86                     | Robert Stannard (AUS)    | AB                     |
| 87                     | Edoardo Zambanini (ITA)  | 42e                    |

| Lidl-Trek LTK | Lidl-Trek LTK           | Lidl-Trek LTK |
| ------------- | ----------------------- | ------------- |
| Num           | Coureur                 | Pos           |
| 91            | Mattias Skjelmose (DEN) | AB            |
| 92            | Andrea Bagioli (ITA)    | 101e          |
| 93            | Julien Bernard (FRA)    | AB            |
| 94            | Patrick Konrad (AUT)    | 95e           |
| 95            | Jacopo Mosca (ITA)      | AB            |
| 96            | Thibau Nys (BEL)        | 8e            |
| 97            | Otto Vergaerde (BEL)    | AB            |

| Decathlon-AG2R La Mondiale DAT | Decathlon-AG2R La Mondiale DAT | Decathlon-AG2R La Mondiale DAT |
| ------------------------------ | ------------------------------ | ------------------------------ |
| Num                            | Coureur                        | Pos                            |
| 101                            | Clément Berthet (FRA)          | AB                             |
| 102                            | Pierre Gautherat (FRA)         | AB                             |
| 103                            | Dorian Godon (FRA)             | 56e                            |
| 104                            | Noa Isidore (FRA)              | AB                             |
| 105                            | Jordan Labrosse (FRA)          | 51e                            |
| 106                            | Callum Scotson (AUS)           | 84e                            |
| 107                            | Bastien Tronchon (FRA)         | 18e                            |

| Uno-X Mobility UXM | Uno-X Mobility UXM           | Uno-X Mobility UXM |
| ------------------ | ---------------------------- | ------------------ |
| Num                | Coureur                      | Pos                |
| 111                | Magnus Cort Nielsen (DEN)    | AB                 |
| 112                | Martin Bugge Urianstad (NOR) | AB                 |
| 113                | Fredrik Dversnes (NOR)       | 58e                |
| 114                | Ådne Holter (NOR)            | 27e                |
| 115                | Anders Johannessen (NOR)     | AB                 |
| 116                | Andreas Leknessund (NOR)     | 73e                |
| 117                | Sakarias Koller Løland (NOR) | 69e                |

| Groupama-FDJ GFC | Groupama-FDJ GFC                | Groupama-FDJ GFC |
| ---------------- | ------------------------------- | ---------------- |
| Num              | Coureur                         | Pos              |
| 121              | Romain Grégoire (FRA)           | 7e               |
| 122              | Rémi Cavagna (FRA)              | 62e              |
| 123              | Kevin Geniets (LUX) (route)     | 36e              |
| 124              | Valentin Madouas (FRA)          | 26e              |
| 125              | Guillaume Martin-Guyonnet (FRA) | 11e              |
| 126              | Rudy Molard (FRA)               | 83e              |
| 127              | Quentin Pacher (FRA)            | 35e              |

| Team Visma \| Lease a Bike TVL | Team Visma \| Lease a Bike TVL | Team Visma \| Lease a Bike TVL |
| ------------------------------ | ------------------------------ | ------------------------------ |
| Num                            | Coureur                        | Pos                            |
| 131                            | Tiesj Benoot (BEL)             | 12e                            |
| 132                            | Tijmen Graat (NED)             | 94e                            |
| 133                            | Jørgen Nordhagen (NOR)         | 25e                            |
| 134                            | Ben Tulett (GBR)               | 19e                            |
| 135                            | Attila Valter (HUN) (route)    | 39e                            |
| 136                            | Loe van Belle (NED)            | AB                             |
| 137                            | Tosh Van der Sande (BEL)       | AB                             |

| XDS Astana Team XAT | XDS Astana Team XAT       | XDS Astana Team XAT |
| ------------------- | ------------------------- | ------------------- |
| Num                 | Coureur                   | Pos                 |
| 141                 | Clément Champoussin (FRA) | 21e                 |
| 142                 | Nicola Conci (ITA)        | AB                  |
| 143                 | Anton Kuzmin (KAZ)        | AB                  |
| 144                 | Christian Scaroni (ITA)   | 23e                 |
| 145                 | Ide Schelling (NED)       | AB                  |
| 146                 | Diego Ulissi (ITA)        | 79e                 |
| 147                 | Simone Velasco (ITA)      | 28e                 |

| EF Education-EasyPost EFE | EF Education-EasyPost EFE | EF Education-EasyPost EFE |
| ------------------------- | ------------------------- | ------------------------- |
| Num                       | Coureur                   | Pos                       |
| 151                       | Ben Healy (IRL)           | 5e                        |
| 152                       | Samuele Battistella (ITA) | AB                        |
| 153                       | Alex Baudin (FRA)         | 99e                       |
| 154                       | Mikkel Honoré (DEN)       | AB                        |
| 155                       | Neilson Powless (USA)     | 45e                       |
| 156                       | Archie Ryan (IRL)         | 34e                       |
| 157                       | Harry Sweeny (AUS)        | 76e                       |

| Ineos Grenadiers IGD | Ineos Grenadiers IGD     | Ineos Grenadiers IGD |
| -------------------- | ------------------------ | -------------------- |
| Num                  | Coureur                  | Pos                  |
| 161                  | Axel Laurance (FRA)      | 20e                  |
| 162                  | Tobias Foss (NOR)        | 89e                  |
| 163                  | Bob Jungels (LUX)        | 44e                  |
| 164                  | Victor Langellotti (MON) | AB                   |
| 165                  | Michael Leonard (CAN)    | 75e                  |
| 166                  | Magnus Sheffield (USA)   | 17e                  |
| 167                  | Artem Shmidt (USA)       | 107e                 |

| Alpecin-Deceuninck ADC | Alpecin-Deceuninck ADC | Alpecin-Deceuninck ADC |
| ---------------------- | ---------------------- | ---------------------- |
| Num                    | Coureur                | Pos                    |
| 171                    | Quinten Hermans (BEL)  | AB                     |
| 172                    | Tobias Bayer (AUT)     | AB                     |
| 173                    | Ramses Debruyne (BEL)  | AB                     |
| 174                    | Gal Glivar (SLO)       | 30e                    |
| 175                    | Xandro Meurisse (BEL)  | AB                     |
| 176                    | Oscar Riesebeek (NED)  | AB                     |
| 177                    | Emiel Verstrynge (BEL) | 40e                    |

| Team Picnic-PostNL TPP | Team Picnic-PostNL TPP        | Team Picnic-PostNL TPP |
| ---------------------- | ----------------------------- | ---------------------- |
| Num                    | Coureur                       | Pos                    |
| 181                    | Warren Barguil (FRA)          | 54e                    |
| 182                    | Romain Combaud (FRA)          | 100e                   |
| 183                    | Bjoern Koerdt (GBR)           | 64e                    |
| 184                    | Juan Guillermo Martínez (COL) | 92e                    |
| 185                    | Oscar Onley (GBR)             | 68e                    |
| 186                    | Timo Roosen (NED)             | AB                     |
| 187                    | Kevin Vermaerke (USA)         | AB                     |

| Movistar Team MOV | Movistar Team MOV       | Movistar Team MOV |
| ----------------- | ----------------------- | ----------------- |
| Num               | Coureur                 | Pos               |
| 191               | Enric Mas (ESP)         | AB                |
| 192               | Ruben Guerreiro (POR)   | 50e               |
| 193               | Jorge Arcas (ESP)       | AB                |
| 194               | Nélson Oliveira (POR)   | 53e               |
| 195               | Davide Formolo (ITA)    | 16e               |
| 196               | Michel Hessmann (GER)   | 72e               |
| 197               | Gregor Mühlberger (AUT) | AB                |

| Wagner Bazin WB WB2 | Wagner Bazin WB WB2        | Wagner Bazin WB WB2 |
| ------------------- | -------------------------- | ------------------- |
| Num                 | Coureur                    | Pos                 |
| 201                 | Floris De Tier (BEL)       | AB                  |
| 202                 | Luca De Meester (BEL)      | AB                  |
| 203                 | Cériel Desal (BEL)         | AB                  |
| 204                 | Johan Meens (BEL)          | 96e                 |
| 205                 | Leander Van Hautegem (BEL) | 97e                 |
| 206                 | Jelle Vermoote (BEL)       | 65e                 |
| 207                 | Loïc Vliegen (BEL)         | AB                  |

| Lotto LOT | Lotto LOT                   | Lotto LOT |
| --------- | --------------------------- | --------- |
| Num       | Coureur                     | Pos       |
| 211       | Lennert Van Eetvelt (BEL)   | 41e       |
| 212       | Logan Currie (NZL)          | 102e      |
| 213       | Jarrad Drizners (AUS)       | AB        |
| 214       | Arjen Livyns (BEL)          | 74e       |
| 215       | Eduardo Sepúlveda (ARG)     | 104e      |
| 216       | Reuben Thompson (NZL)       | 61e       |
| 217       | Jonas Gregaard Wilsly (DEN) | 67e       |

| Team Jayco AlUla JAY | Team Jayco AlUla JAY       | Team Jayco AlUla JAY |
| -------------------- | -------------------------- | -------------------- |
| Num                  | Coureur                    | Pos                  |
| 221                  | Ben O'Connor (AUS)         | 37e                  |
| 222                  | Anders Foldager (DEN)      | 87e                  |
| 223                  | Alan Hatherly (RSA)        | 66e                  |
| 224                  | Michael Hepburn (AUS)      | AB                   |
| 225                  | Michael Matthews (AUS)     | 32e                  |
| 226                  | Mauro Schmid (SUI) (route) | 10e                  |
| 227                  | Filippo Zana (ITA)         | 38e                  |

| Intermarché-Wanty IWA | Intermarché-Wanty IWA | Intermarché-Wanty IWA |
| --------------------- | --------------------- | --------------------- |
| Num                   | Coureur               | Pos                   |
| 231                   | Louis Barré (FRA)     | 24e                   |
| 232                   | Kamiel Bonneu (BEL)   | 78e                   |
| 233                   | Dries De Pooter (BEL) | AB                    |
| 234                   | Alexander Kamp (DEN)  | AB                    |
| 235                   | Gerben Kuypers (BEL)  | 91e                   |
| 236                   | Tom Paquot (BEL)      | AB                    |
| 237                   | Luca Van Boven (BEL)  | AB                    |

| Team Flanders-Baloise TFB | Team Flanders-Baloise TFB | Team Flanders-Baloise TFB |
| ------------------------- | ------------------------- | ------------------------- |
| Num                       | Coureur                   | Pos                       |
| 241                       | Vincent Van Hemelen (BEL) | 63e                       |
| 242                       | Toon Clynhens (BEL)       | 103e                      |
| 243                       | Lindsay De Vylder (BEL)   | AB                        |
| 244                       | Siebe Deweirdt (BEL)      | AB                        |
| 245                       | Jonas Geens (BEL)         | 48e                       |
| 246                       | Ward Vanhoof (BEL)        | AB                        |
| 247                       | Victor Vercouillie (BEL)  | AB                        |

| Israel-Premier Tech IPT | Israel-Premier Tech IPT | Israel-Premier Tech IPT |
| ----------------------- | ----------------------- | ----------------------- |
| Num                     | Coureur                 | Pos                     |
| 1                       | Stephen Williams (GBR)  | AB                      |
| 2                       | George Bennett (NZL)    | 88e                     |
| 3                       | Joseph Blackmore (GBR)  | 14e                     |
| 4                       | Simon Clarke (AUS)      | AB                      |
| 5                       | Alexey Lutsenko (KAZ)   | AB                      |
| 6                       | Nadav Raisberg (ISR)    | AB                      |
| 7                       | Nick Schultz (AUS)      | 85e                     |

| UAE Team Emirates XRG UAD | UAE Team Emirates XRG UAD   | UAE Team Emirates XRG UAD |
| ------------------------- | --------------------------- | ------------------------- |
| Num                       | Coureur                     | Pos                       |
| 11                        | Tadej Pogačar (SLO) (route) | 1er                       |
| 12                        | Jan Christen (SUI)          | 13e                       |
| 13                        | Felix Großschartner (AUT)   | 82e                       |
| 14                        | Vegard Stake Laengen (NOR)  | AB                        |
| 15                        | Brandon McNulty (USA)       | 15e                       |
| 16                        | Domen Novak (SLO) (route)   | AB                        |
| 17                        | Pavel Sivakov (FRA)         | 81e                       |

| Tudor Pro Cycling Team TUD | Tudor Pro Cycling Team TUD  | Tudor Pro Cycling Team TUD |
| -------------------------- | --------------------------- | -------------------------- |
| Num                        | Coureur                     | Pos                        |
| 21                         | Julian Alaphilippe (FRA)    | 22e                        |
| 22                         | Marco Brenner (GER) (route) | AB                         |
| 23                         | Marc Hirschi (SUI)          | 49e                        |
| 24                         | Yannis Voisard (SUI)        | 60e                        |
| 25                         | Fabian Weiss (SUI)          | 98e                        |
| 26                         | Hannes Wilksch (GER)        | 105e                       |
| 27                         | Luc Wirtgen (LUX)           | AB                         |

| Cofidis COF | Cofidis COF                 | Cofidis COF |
| ----------- | --------------------------- | ----------- |
| Num         | Coureur                     | Pos         |
| 31          | Dylan Teuns (BEL)           | AB          |
| 32          | Alex Aranburu (ESP) (route) | 46e         |
| 33          | Valentin Ferron (FRA)       | AB          |
| 34          | Jesús Herrada (ESP)         | AB          |
| 35          | Sylvain Moniquet (BEL)      | 59e         |
| 36          | Paul Ourselin (FRA)         | AB          |
| 37          | Ludovic Robeet (BEL)        | AB          |

| Soudal Quick-Step SOQ | Soudal Quick-Step SOQ   | Soudal Quick-Step SOQ |
| --------------------- | ----------------------- | --------------------- |
| Num                   | Coureur                 | Pos                   |
| 41                    | Remco Evenepoel (BEL)   | 9e                    |
| 42                    | Pascal Eenkhoorn (NED)  | AB                    |
| 43                    | Junior Lecerf (BEL)     | 90e                   |
| 44                    | Pieter Serry (BEL)      | AB                    |
| 45                    | Ilan Van Wilder (BEL)   | AB                    |
| 46                    | Mauri Vansevenant (BEL) | 29e                   |
| 47                    | Louis Vervaeke (BEL)    | 86e                   |

| Arkéa-B&B Hotels ARK | Arkéa-B&B Hotels ARK     | Arkéa-B&B Hotels ARK |
| -------------------- | ------------------------ | -------------------- |
| Num                  | Coureur                  | Pos                  |
| 51                   | Kévin Vauquelin (FRA)    | 2e                   |
| 52                   | Anthony Delaplace (FRA)  | 70e                  |
| 53                   | Raúl García Pierna (ESP) | 31e                  |
| 54                   | Simon Guglielmi (FRA)    | AB                   |
| 55                   | Laurens Huys (BEL)       | AB                   |
| 56                   | Mathis Le Berre (FRA)    | AB                   |
| 57                   | Louis Rouland (FRA)      | 71e                  |

| Red Bull-Bora-Hansgrohe RBH | Red Bull-Bora-Hansgrohe RBH   | Red Bull-Bora-Hansgrohe RBH |
| --------------------------- | ----------------------------- | --------------------------- |
| Num                         | Coureur                       | Pos                         |
| 61                          | Maxim Van Gils (BEL)          | 43e                         |
| 62                          | Roger Adrià (ESP)             | 55e                         |
| 63                          | Finn Fisher-Black (NZL)       | NP                          |
| 64                          | Alexander Hajek (AUT) (route) | AB                          |
| 65                          | Jonas Koch (GER)              | AB                          |
| 66                          | Daniel Martínez (COL)         | 47e                         |
| 67                          | Gianni Moscon (ITA)           | 80e                         |

| Q36.5 Pro Cycling Team Q36 | Q36.5 Pro Cycling Team Q36  | Q36.5 Pro Cycling Team Q36 |
| -------------------------- | --------------------------- | -------------------------- |
| Num                        | Coureur                     | Pos                        |
| 71                         | Tom Pidcock (GBR)           | 3e                         |
| 72                         | Xabier Mikel Azparren (ESP) | AB                         |
| 73                         | Marcel Camprubí (ESP)       | 33e                        |
| 74                         | Fabio Christen (SUI)        | 93e                        |
| 75                         | Mark Donovan (GBR)          | 77e                        |
| 76                         | Milan Vader (NED)           | 52e                        |
| 77                         | Nickolas Zukowsky (CAN)     | AB                         |

| Bahrain Victorious TBV | Bahrain Victorious TBV   | Bahrain Victorious TBV |
| ---------------------- | ------------------------ | ---------------------- |
| Num                    | Coureur                  | Pos                    |
| 81                     | Lenny Martinez (FRA)     | 4e                     |
| 82                     | Pello Bilbao (ESP)       | 57e                    |
| 83                     | Santiago Buitrago (COL)  | 6e                     |
| 84                     | Roman Ermakov (RUS)      | AB                     |
| 85                     | Mathijs Paasschens (NED) | 106e                   |
| 86                     | Robert Stannard (AUS)    | AB                     |
| 87                     | Edoardo Zambanini (ITA)  | 42e                    |

| Lidl-Trek LTK | Lidl-Trek LTK           | Lidl-Trek LTK |
| ------------- | ----------------------- | ------------- |
| Num           | Coureur                 | Pos           |
| 91            | Mattias Skjelmose (DEN) | AB            |
| 92            | Andrea Bagioli (ITA)    | 101e          |
| 93            | Julien Bernard (FRA)    | AB            |
| 94            | Patrick Konrad (AUT)    | 95e           |
| 95            | Jacopo Mosca (ITA)      | AB            |
| 96            | Thibau Nys (BEL)        | 8e            |
| 97            | Otto Vergaerde (BEL)    | AB            |

| Decathlon-AG2R La Mondiale DAT | Decathlon-AG2R La Mondiale DAT | Decathlon-AG2R La Mondiale DAT |
| ------------------------------ | ------------------------------ | ------------------------------ |
| Num                            | Coureur                        | Pos                            |
| 101                            | Clément Berthet (FRA)          | AB                             |
| 102                            | Pierre Gautherat (FRA)         | AB                             |
| 103                            | Dorian Godon (FRA)             | 56e                            |
| 104                            | Noa Isidore (FRA)              | AB                             |
| 105                            | Jordan Labrosse (FRA)          | 51e                            |
| 106                            | Callum Scotson (AUS)           | 84e                            |
| 107                            | Bastien Tronchon (FRA)         | 18e                            |

| Uno-X Mobility UXM | Uno-X Mobility UXM           | Uno-X Mobility UXM |
| ------------------ | ---------------------------- | ------------------ |
| Num                | Coureur                      | Pos                |
| 111                | Magnus Cort Nielsen (DEN)    | AB                 |
| 112                | Martin Bugge Urianstad (NOR) | AB                 |
| 113                | Fredrik Dversnes (NOR)       | 58e                |
| 114                | Ådne Holter (NOR)            | 27e                |
| 115                | Anders Johannessen (NOR)     | AB                 |
| 116                | Andreas Leknessund (NOR)     | 73e                |
| 117                | Sakarias Koller Løland (NOR) | 69e                |

| Groupama-FDJ GFC | Groupama-FDJ GFC                | Groupama-FDJ GFC |
| ---------------- | ------------------------------- | ---------------- |
| Num              | Coureur                         | Pos              |
| 121              | Romain Grégoire (FRA)           | 7e               |
| 122              | Rémi Cavagna (FRA)              | 62e              |
| 123              | Kevin Geniets (LUX) (route)     | 36e              |
| 124              | Valentin Madouas (FRA)          | 26e              |
| 125              | Guillaume Martin-Guyonnet (FRA) | 11e              |
| 126              | Rudy Molard (FRA)               | 83e              |
| 127              | Quentin Pacher (FRA)            | 35e              |

| Team Visma \| Lease a Bike TVL | Team Visma \| Lease a Bike TVL | Team Visma \| Lease a Bike TVL |
| ------------------------------ | ------------------------------ | ------------------------------ |
| Num                            | Coureur                        | Pos                            |
| 131                            | Tiesj Benoot (BEL)             | 12e                            |
| 132                            | Tijmen Graat (NED)             | 94e                            |
| 133                            | Jørgen Nordhagen (NOR)         | 25e                            |
| 134                            | Ben Tulett (GBR)               | 19e                            |
| 135                            | Attila Valter (HUN) (route)    | 39e                            |
| 136                            | Loe van Belle (NED)            | AB                             |
| 137                            | Tosh Van der Sande (BEL)       | AB                             |

| XDS Astana Team XAT | XDS Astana Team XAT       | XDS Astana Team XAT |
| ------------------- | ------------------------- | ------------------- |
| Num                 | Coureur                   | Pos                 |
| 141                 | Clément Champoussin (FRA) | 21e                 |
| 142                 | Nicola Conci (ITA)        | AB                  |
| 143                 | Anton Kuzmin (KAZ)        | AB                  |
| 144                 | Christian Scaroni (ITA)   | 23e                 |
| 145                 | Ide Schelling (NED)       | AB                  |
| 146                 | Diego Ulissi (ITA)        | 79e                 |
| 147                 | Simone Velasco (ITA)      | 28e                 |

| EF Education-EasyPost EFE | EF Education-EasyPost EFE | EF Education-EasyPost EFE |
| ------------------------- | ------------------------- | ------------------------- |
| Num                       | Coureur                   | Pos                       |
| 151                       | Ben Healy (IRL)           | 5e                        |
| 152                       | Samuele Battistella (ITA) | AB                        |
| 153                       | Alex Baudin (FRA)         | 99e                       |
| 154                       | Mikkel Honoré (DEN)       | AB                        |
| 155                       | Neilson Powless (USA)     | 45e                       |
| 156                       | Archie Ryan (IRL)         | 34e                       |
| 157                       | Harry Sweeny (AUS)        | 76e                       |

| Ineos Grenadiers IGD | Ineos Grenadiers IGD     | Ineos Grenadiers IGD |
| -------------------- | ------------------------ | -------------------- |
| Num                  | Coureur                  | Pos                  |
| 161                  | Axel Laurance (FRA)      | 20e                  |
| 162                  | Tobias Foss (NOR)        | 89e                  |
| 163                  | Bob Jungels (LUX)        | 44e                  |
| 164                  | Victor Langellotti (MON) | AB                   |
| 165                  | Michael Leonard (CAN)    | 75e                  |
| 166                  | Magnus Sheffield (USA)   | 17e                  |
| 167                  | Artem Shmidt (USA)       | 107e                 |

| Alpecin-Deceuninck ADC | Alpecin-Deceuninck ADC | Alpecin-Deceuninck ADC |
| ---------------------- | ---------------------- | ---------------------- |
| Num                    | Coureur                | Pos                    |
| 171                    | Quinten Hermans (BEL)  | AB                     |
| 172                    | Tobias Bayer (AUT)     | AB                     |
| 173                    | Ramses Debruyne (BEL)  | AB                     |
| 174                    | Gal Glivar (SLO)       | 30e                    |
| 175                    | Xandro Meurisse (BEL)  | AB                     |
| 176                    | Oscar Riesebeek (NED)  | AB                     |
| 177                    | Emiel Verstrynge (BEL) | 40e                    |

| Team Picnic-PostNL TPP | Team Picnic-PostNL TPP        | Team Picnic-PostNL TPP |
| ---------------------- | ----------------------------- | ---------------------- |
| Num                    | Coureur                       | Pos                    |
| 181                    | Warren Barguil (FRA)          | 54e                    |
| 182                    | Romain Combaud (FRA)          | 100e                   |
| 183                    | Bjoern Koerdt (GBR)           | 64e                    |
| 184                    | Juan Guillermo Martínez (COL) | 92e                    |
| 185                    | Oscar Onley (GBR)             | 68e                    |
| 186                    | Timo Roosen (NED)             | AB                     |
| 187                    | Kevin Vermaerke (USA)         | AB                     |

| Movistar Team MOV | Movistar Team MOV       | Movistar Team MOV |
| ----------------- | ----------------------- | ----------------- |
| Num               | Coureur                 | Pos               |
| 191               | Enric Mas (ESP)         | AB                |
| 192               | Ruben Guerreiro (POR)   | 50e               |
| 193               | Jorge Arcas (ESP)       | AB                |
| 194               | Nélson Oliveira (POR)   | 53e               |
| 195               | Davide Formolo (ITA)    | 16e               |
| 196               | Michel Hessmann (GER)   | 72e               |
| 197               | Gregor Mühlberger (AUT) | AB                |

| Wagner Bazin WB WB2 | Wagner Bazin WB WB2        | Wagner Bazin WB WB2 |
| ------------------- | -------------------------- | ------------------- |
| Num                 | Coureur                    | Pos                 |
| 201                 | Floris De Tier (BEL)       | AB                  |
| 202                 | Luca De Meester (BEL)      | AB                  |
| 203                 | Cériel Desal (BEL)         | AB                  |
| 204                 | Johan Meens (BEL)          | 96e                 |
| 205                 | Leander Van Hautegem (BEL) | 97e                 |
| 206                 | Jelle Vermoote (BEL)       | 65e                 |
| 207                 | Loïc Vliegen (BEL)         | AB                  |

| Lotto LOT | Lotto LOT                   | Lotto LOT |
| --------- | --------------------------- | --------- |
| Num       | Coureur                     | Pos       |
| 211       | Lennert Van Eetvelt (BEL)   | 41e       |
| 212       | Logan Currie (NZL)          | 102e      |
| 213       | Jarrad Drizners (AUS)       | AB        |
| 214       | Arjen Livyns (BEL)          | 74e       |
| 215       | Eduardo Sepúlveda (ARG)     | 104e      |
| 216       | Reuben Thompson (NZL)       | 61e       |
| 217       | Jonas Gregaard Wilsly (DEN) | 67e       |

| Team Jayco AlUla JAY | Team Jayco AlUla JAY       | Team Jayco AlUla JAY |
| -------------------- | -------------------------- | -------------------- |
| Num                  | Coureur                    | Pos                  |
| 221                  | Ben O'Connor (AUS)         | 37e                  |
| 222                  | Anders Foldager (DEN)      | 87e                  |
| 223                  | Alan Hatherly (RSA)        | 66e                  |
| 224                  | Michael Hepburn (AUS)      | AB                   |
| 225                  | Michael Matthews (AUS)     | 32e                  |
| 226                  | Mauro Schmid (SUI) (route) | 10e                  |
| 227                  | Filippo Zana (ITA)         | 38e                  |

| Intermarché-Wanty IWA | Intermarché-Wanty IWA | Intermarché-Wanty IWA |
| --------------------- | --------------------- | --------------------- |
| Num                   | Coureur               | Pos                   |
| 231                   | Louis Barré (FRA)     | 24e                   |
| 232                   | Kamiel Bonneu (BEL)   | 78e                   |
| 233                   | Dries De Pooter (BEL) | AB                    |
| 234                   | Alexander Kamp (DEN)  | AB                    |
| 235                   | Gerben Kuypers (BEL)  | 91e                   |
| 236                   | Tom Paquot (BEL)      | AB                    |
| 237                   | Luca Van Boven (BEL)  | AB                    |

| Team Flanders-Baloise TFB | Team Flanders-Baloise TFB | Team Flanders-Baloise TFB |
| ------------------------- | ------------------------- | ------------------------- |
| Num                       | Coureur                   | Pos                       |
| 241                       | Vincent Van Hemelen (BEL) | 63e                       |
| 242                       | Toon Clynhens (BEL)       | 103e                      |
| 243                       | Lindsay De Vylder (BEL)   | AB                        |
| 244                       | Siebe Deweirdt (BEL)      | AB                        |
| 245                       | Jonas Geens (BEL)         | 48e                       |
| 246                       | Ward Vanhoof (BEL)        | AB                        |
| 247                       | Victor Vercouillie (BEL)  | AB                        |